# Берег мечты
«Берег мечты» (порт. Porto dos Milagres) — бразильский телесериал, выпущенный и показанный телеканалом TV Globo с 5 февраля по 29 сентября 2001 года. Сценарий был написан Агинальдо Силвой и Рикардо Линьяресом в сотрудничестве с Нельсоном Надотти, Филипе Мигесом, Глорией Баррето и Марией Элисой Берредо на основе романов Жоржи Амаду «Мёртвое море» и «Открытие Америки турками». На момент выхода на экраны в 2001 году «Берег мечты» стала самой дорогой теленовеллой в истории бразильского телевидения, съёмки которой обошлись в 16 миллионов долларов США из-за использования спецэффектов, которые были выполнены в партнерстве с американской компанией «Digital Domain».
Сериал подвергся критики со стороны представителей католической церкви за демонстрацию культа кандомбле. Ввиду того, что действие «Берега мечты» происходит в штате Баия, где большинстве населения составляют афроамериканцы и мулаты, теленовелла также критиковалась за недостаточное количество чернокожих актёров в его составе. Несмотря на это, телесериал пользовался большим успехом у аудитории и хорошо был принят критикой. Съёмки первых серий теленовеллы проходили в Испании, а затем на острове Илья-де-Командатуба в бразильском штате Баия.

## Сюжет
В небольшой городок Порту-дус-Милагрес, расположенный на побережье Баии, прибывают Феликс Герреро (Антонио Фагундес) и Адма (Касия Кис). Там живёт его брат-близнец Бартоломеу, создавший в городе крупную бизнес-империю. Адма, без ведома мужа, убивает Бартоломеу, и Феликс наследует все его состояние. Однако у Бартоломеу был роман с проституткой Арлет (Летисия Сабателла), который ждёт от него ребёнка. После рождения сына Арлет приходит с ним в особняк Герреро, желая доказать его права на наследство Бартоломео. Однако Адма, вновь без ведома Феликса, приказывает своему помощнику Эриберто (Жозе де Абреу) избавиться от них. Он увозит их в открытое море, желая утопить, но Арлет спасает сына, положив его в корзину и пустив по воде, однако сама погибает. Корзину с младенцем находит рыбак Фредерико (Маурисио Маттар), жена которого накануне родила мертвого ребёнка. Решив, что мальчик — это дар Йеманжи, Фредерико забирает его домой и показывает его ослабленной родами супруге, выдав за их сына. Эулалия даёт мальчику имя Гумерсиндо (Гума) и вскоре после этого умирает.
Спустя некоторое время Фредерико погиб в море во время бури, и Гумерсиндо на воспитание забрали его брат Франсиско (Тонико Перейра) с женой Ритой (Жоана Фомм). Двадцать лет спустя Гумерсиндо (Маркус Палмейра), ставший рыбаком, знакомится с Ливией (Флавия Алессандра), которая приезжает в Порту-дус-Милагрес из Рио-де-Жанейро вместе с сыном Феликса и Адмы Александре (Леонарду Брисиу). Гума влюбляется в Ливию, но пара сталкивается с препятствиями в лице соблазнительной Эсмеральды (Камила Питанга), влюбленной в рыбака, а Алесандре, который не хочет терять бывшую, и его матерью Адмой, начавшей понимать кто такой Гума.

## В ролях
- Маркус Палмейра — Гумерсинду Виеира (Гума)
- Флавия Алессандра — Ливия Проэнса де Ассунсан
- Антонио Фагундес — Феликс Геррейру / Бартоломеу Геррейру
- Касия Кис — Адма Геррейру
- Арлет Саллес — Аугуста Эужения Проэнса де Ассунсан
- Луиза Томе — Роза Палмейрау
- Леонарду Брисиу — Александре Геррейру
- Камила Питанга — Эсмералда
- Зезе Полесса — Амапола
- Жозе де Абреу — Эриберту
- Жоана Фомм — Рита
- Эдуардо Галвао — Отасилиу
- Наталия Тимберг — Ондина
- Палома Дуарте — Дулсе
- Каду Молитерну — доктор Родригу
- Луиза Кардозу — Мария Леонтина
- Клаудия Аленкар — Эпифания
- Флавио Галван — Дэодату
- Зезе Мотта — Мать Рикардина
- Фульвиу Стефанини — Освалду
- Моника Карвалью — Мария ду Сокорру
- Марсело Серрадо — Рудолфу Аугусту
- Карла Маринс — Жудити
- Жулия Леммертс — Женезия
- Владимир Бришта — Эзекиэл
- Тьяго Фариас — Пасоке, сын Жудити
- Клаудиу Корреа э Кастро — Сеу Бабау
- Таис Араужу — Сельминья Алуада
- Жильерме Пива — Алфеу
- Сержио Менезес — Руфино
- Мигель Тирэ — Альфредо Энрике
- Барбара Боржес — Луиза
- Тадео Мело — Венансиу
- Марселия Картаза — Кирина
- Даниэла Фария — Хайде Каолья
- Рената Кастро Барбоза — Бела
- Тонико Перейра — Шику
- Камила Фариас — Ана Беатрис
- Луис Магнелли — Жозиэл
- Анна Котрим — Франсинета
- Кристина Галвао — Белмира
- Бруно Жордано — Аргемиро
- Лима Дуарте — сенатор Викториу Вианна
- Глория Менезес — Колу
- Дебора Дуарте — Олимпия
- Элоиза Мафалда — Селеста
- Карлос Эдуардо Долабелла — командор Северо
- Летисия Сабателла — Арлет
- Кристиана Оливейра — Эулалия
- Себастьян Васконселос — Биспу
- Каролина Кастинг — Лаура
- Режиналду Фария — полковник Журандир де Фрейтас

## Награды и номинации
| Год     | Премия                               | Номинация                                  | Номинант                           | Результат |
| ------- | ------------------------------------ | ------------------------------------------ | ---------------------------------- | --------- |
| 2001—02 | Лучшее за год                        | Лучший актёр                               | Антонио Фагундес                   | Победа    |
| 2001—02 | Лучшее за год                        | Лучшая актриса                             | Касия Кис                          | Победа    |
| 2001—02 | Лучшее за год                        | Лучшая актриса                             | Камила Питанга                     | Номинация |
| 2001—02 | Лучшее за год                        | Лучшая актриса                             | Луиза Томе                         | Номинация |
| 2001—02 | Лучшее за год                        | Лучший актёр второго плана                 | Жозе де Абреу                      | Номинация |
| 2001—02 | Лучшее за год                        | Лучшая актриса второго плана               | Зезе Полесса                       | Победа    |
| 2001—02 | Лучшее за год                        | Лучшая актриса второго плана               | Жулия Лемертс                      | Победа    |
| 2001—02 | Телевизионная премия журнала «Extra» | Лучший актёр                               | Антонио Фагундес                   | Победа    |
| 2001—02 | Телевизионная премия журнала «Extra» | Лучшая актриса                             | Зезе Полесса                       | Победа    |
| 2001—02 | Телевизионная премия журнала «Extra» | Открытие года                              | Тадео Мело                         | Победа    |
| 2001—02 | Troféu Imprensa                      | Лучший актёр                               | Антонио Фагундес                   | Номинация |
| 2001—02 | Troféu Imprensa                      | Лучшая актриса                             | Касия Кис                          | Победа    |
| 2001—02 | Troféu Imprensa                      | Лучшая теленовелла                         | Берег мечты                        | Номинация |
| 2001—02 | Troféu Internet                      | Лучший актёр                               | Антонио Фагундес                   | Победа    |
| 2001—02 | Prêmio Arte Qualidade Brasil — RJ    | Лучший сценарист теленовелл                | Агинальду Силва и Рикарду Линьярес | Победа    |
| 2001—02 | Prêmio Arte Qualidade Brasil — RJ    | Лучший актёр в теленовелле                 | Антонио Фагундес                   | Победа    |
| 2001—02 | Prêmio Arte Qualidade Brasil — RJ    | Лучшая актриса в теленовелле               | Арлет Саллес                       | Победа    |
| 2001—02 | Prêmio Arte Qualidade Brasil — RJ    | Лучший актёр второго плана в теленовелле   | Клаудио Коррейя и Кастро           | Номинация |
| 2001—02 | Prêmio Arte Qualidade Brasil — RJ    | Лучшая актриса второго плана в теленовелле | Зезе Полесса                       | Победа    |
| 2001—02 | Prêmio Arte Qualidade Brasil — RJ    | Лучший актёр-новичок в теленовелле         | Тадео Мело                         | Победа    |
| 2001—02 | Prêmio Arte Qualidade Brasil — RJ    | Лучшая актриса-новичок в теленовелле       | Барбара Борхес                     | Номинация |
| 2001—02 | Prêmio Arte Qualidade Brasil — RJ    | Лучший режиссёр теленовеллы                | Маркус Паулу                       | Победа    |
| 2001—02 | Prêmio Arte Qualidade Brasil — SP    | Лучшая теленовелла                         | Берег мечты                        | Победа    |
| 2001—02 | Prêmio Arte Qualidade Brasil — SP    | Лучший сценарист теленовелл                | Агинальду Силва и Рикарду Линьярес | Победа    |
| 2001—02 | Prêmio Arte Qualidade Brasil — SP    | Лучший актёр в теленовелле                 | Антонио Фагундес                   | Победа    |
| 2001—02 | Prêmio Arte Qualidade Brasil — SP    | Лучшая актриса в теленовелле               | Арлет Саллес                       | Победа    |
| 2001—02 | Prêmio Arte Qualidade Brasil — SP    | Лучший актёр второго плана в теленовелле   | Фульвио Стефанини                  | Номинация |
| 2001—02 | Prêmio Arte Qualidade Brasil — SP    | Лучшая актриса второго плана в теленовелле | Зезе Полесса                       | Победа    |
| 2001—02 | Prêmio Arte Qualidade Brasil — SP    | Лучший актёр-новичок в теленовелле         | Гильерме Пива                      | Победа    |
| 2001—02 | Prêmio Arte Qualidade Brasil — SP    | Лучший режиссёр теленовеллы                | Marcos Paulo                       | Победа    |
| 2001—02 | Prêmio Contigo! de TV                | Лучшая актриса                             | Касия Кис                          | Победа    |
| 2001—02 | Prêmio Contigo! de TV                | Лучшая актриса                             | Антонио Фагундес                   | Победа    |
| 2001—02 | Prêmio Contigo! de TV                | Лучший актёр-новичок                       | Тадео Мело                         | Победа    |
| 2001—02 | Prêmio Contigo! de TV                | Лучшая комедийная актриса                  | Зезе Полесса                       | Победа    |
| 2001—02 | Prêmio Contigo! de TV                | Лучший злодей                              | Касия Кис                          | Победа    |